# Altoids

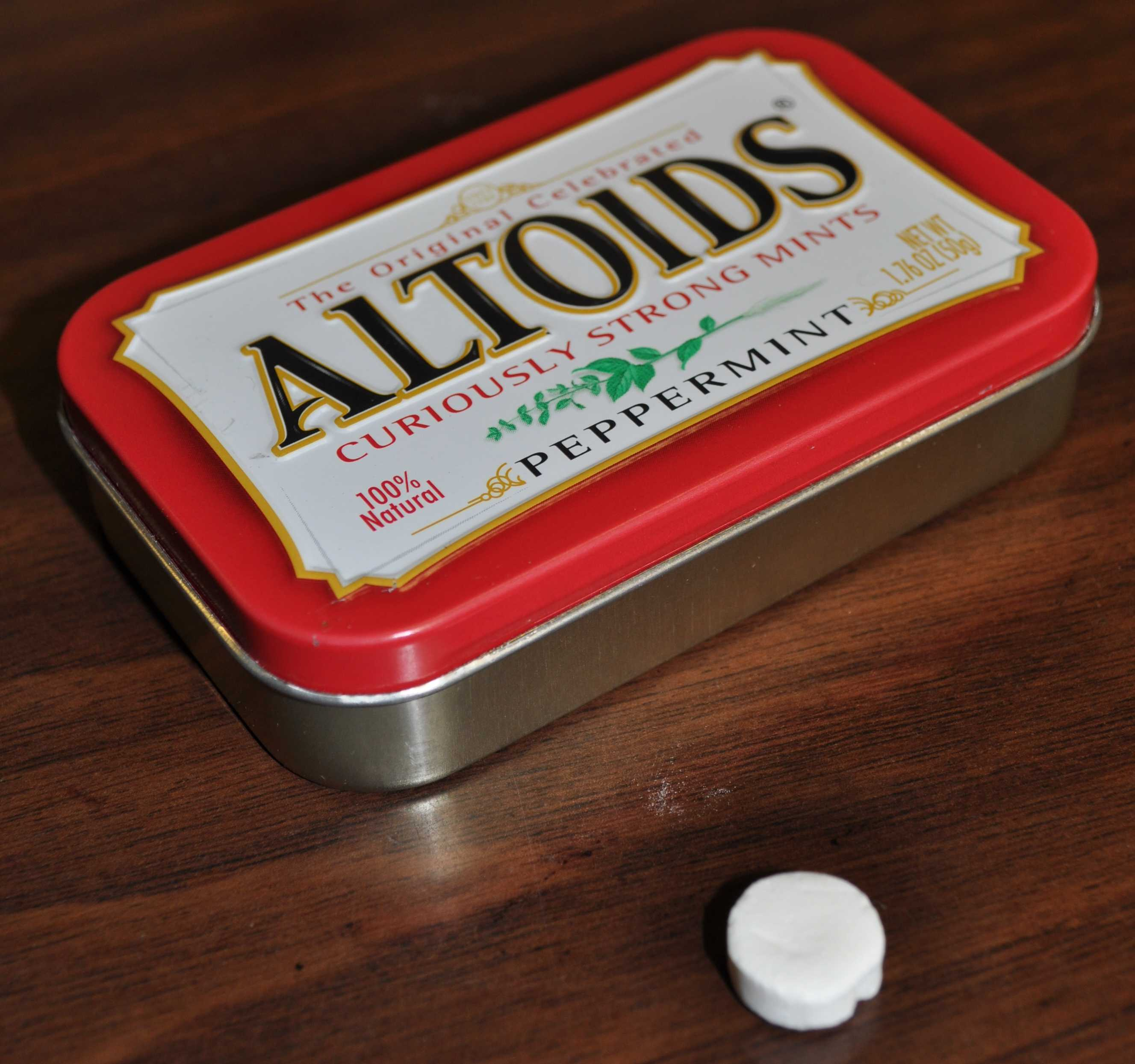
Altoids de Wrigley, depuis 1780.

Les Altoids sont une marque de pastilles créée au XIXe siècle au Royaume-Uni. Les Altoids ne sont pas aussi répandus en Grande-Bretagne que dans les régions dans lesquelles ils ont été exportés, la menthe originale étant la seule saveur disponible. Les pastilles de menthe sont distribuées dans quelques magasins, dont les chaînes de supermarchés Tesco et Waitrose. Contrairement aux États-Unis, ils n'ont jamais vraiment reçu de publicité en Grande-Bretagne. Callard & Bowser-Suchard fabriquait et produisait traditionnellement les Altoids dans une usine de Bridgend (Pays de Galles), mais Wrigley, le propriétaire de la marque, a déménagé la production dans une usine déjà existante au Chattanooga (Tennessee), pour fabriquer les produits plus près d'où ils sont principalement vendus. Ils ont été distribués durant une courte période dans les années 1990 sous le nom de « Nutall's » quand Callard and Bowser était sous la propriété de Terry's.
L'histoire des Altoids remonte au règne du roi George III.  La marque a été créée par l'entreprise londonienne  Smith & Company dans les années 1780 qui a finalement fait partie de la compagnie Callard & Bowser au XIXe siècle.  Leur slogan publicitaire a été « The Original Celebrated Curiously Strong Mints » pendant de nombreuses années, en référence à la haute concentration d'huile de menthe utilisée dans la formule originale. Le texte de L'Histoire des Altoids est imprimé sur le revêtement de papier de certaines boîtes.

## L'Histoire des Altoids
L'Histoire des Altoids est une courte histoire dans chaque boîte d'Altoids expliquant leur création.

« Altoids, les pastilles à la menthe originales reconnues pour leur goût particulièrement fort, ont d'abord été fabriquées en Angleterre au début du XIXe siècle sous le règne du roi George III. Par la suite, la société Smith & Co. (fondée en 1780), une petite entreprise londonienne ayant mis au point la formule des pastilles à la menthe particulièrement fortes, a été intégrée à Callard & Bowser, une prestigieuse entreprise de confiserie, fondée en 1837.
Les pastilles Altoids à la menthe sont des pastilles spécialement formulées pour être plusieurs fois plus fortes que les pastilles ordinaires. Leur puissance insolite vient de l'emploi généreux d'huile à la menthe, tel que prescrite dans la recette originale conçue par Smith & Co. au début du XIXe siècle.
De nos jours, toutes les variétés d'Altoids comprenant : menthe, thé des bois, menthe verte, réglisse, cannelle, gingembre, et crème de menthe, sont fabriquées selon les mêmes normes de qualité rigoureuses que les pastilles Altoids à la menthe conçues il y a près de 200 ans. »

## Saveurs et variétés

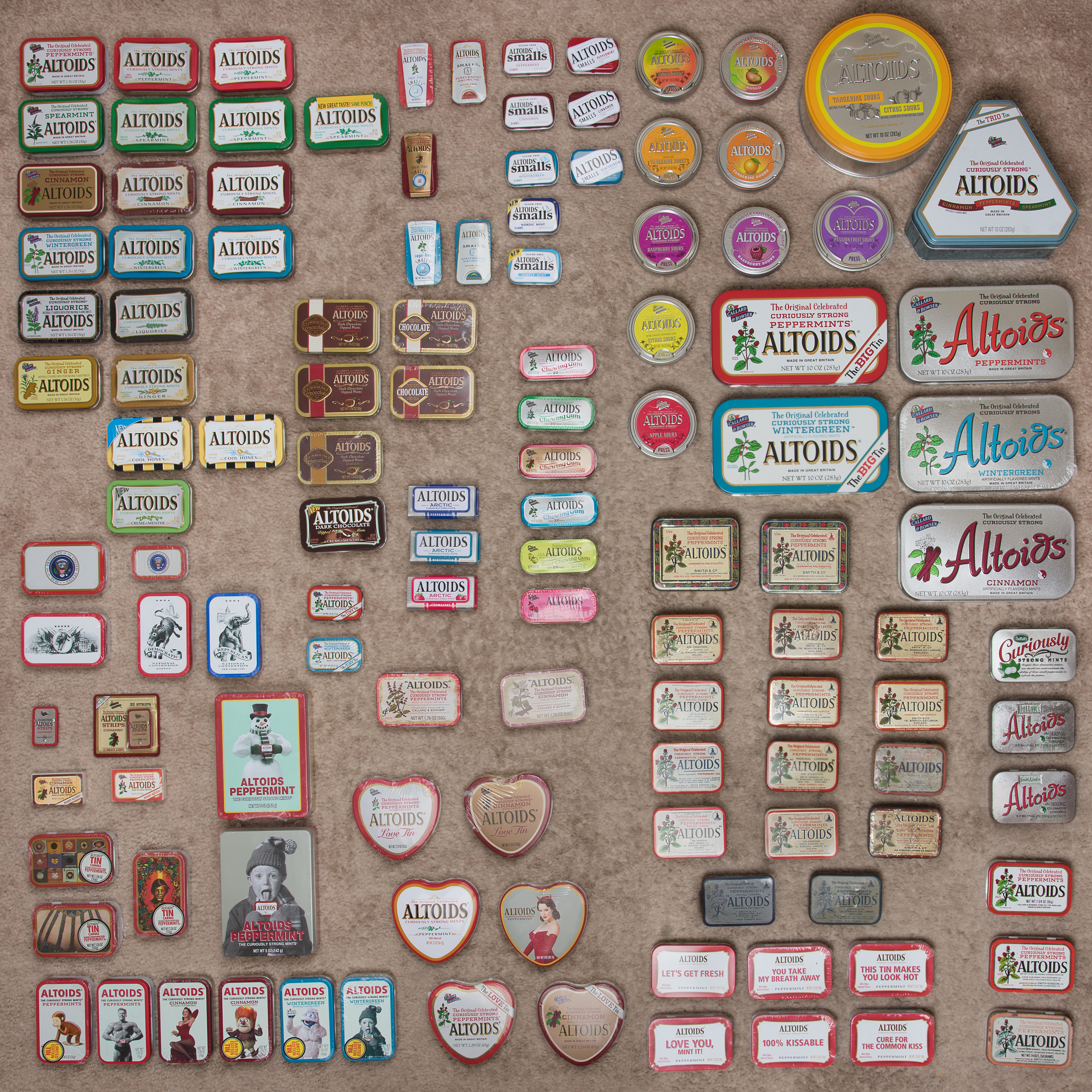
Une collection de boîtes d'Altoids.

### Pastilles
Les pastilles Altoids sont présentement disponibles en huit saveurs aux États-Unis : menthe, thé des bois, menthe verte, cannelle, gingembre, réglisse, crème de menthe et miel frais. Les "Smalls sans sucre", de minuscules menthes carrées sucrées avec du sorbitol et du sucralose, sont aussi disponibles à la menthe, au thé des bois, à la cannelle, à la menthe tout simplement, et à la menthe nordique. En 2007, les menthes enrobées de chocolat noir ont été introduites en trois saveurs : menthe, cannelle, et gingembre et en 2008, les menthes enrobées de chocolat noir se sont aussi faites disponibles à la crème de menthe.  Ces variétés enrobées de chocolat ont été retirées en 2010. 
Aux environs du début de l'année 2011, les Altoids ont modifié les ingrédients de leurs pastilles au thé des bois en ajoutant du colorant bleu.

### Bonbons acidulés
Les bonbons durs acidulés dans des boîtes rondes ont été introduits en 2002. Les saveurs disponibles sont tangerine, framboise, et mangue.  Les bonbons aux agrumes, à la pomme et à la tangerine ont été discontinués.

### Gomme
Le chewing-gum sans sucre, introduit en 2003, est fabriqué aux États-Unis. Les saveurs étaient la menthe, la cannelle, la menthe verte, le thé des bois, et deux saveurs surettes, la cerise et la pomme.  La gomme n'est plus sur le marché américain depuis janvier 2010 et a été discontinuée.

### Bandelettes Altoids
En 2003, des bandelettes rafraîchissant l'haleine à saveur de menthe et de cannelle ont été introduites. Elles ont été stoppées et ne sont plus disponibles.

## Réutilisation des boîtes métalliques
Les boîtes métalliques distinctes dans lesquelles les Altoids sont emballés sont souvent utilisées pour d'autres usages. Elles ont longtemps été utilisées pour des objets domestiques comme des trombones à papier, des matériaux de couture, et d'autres petits objets,. Dans les années récentes, elles ont été utiles dans la technologie et comme trousses de survie.
Les boîtes d'Altoids sont devenues populaires auprès des fumeurs de cannabis, procurant un stockage discret qui est plus sécurisant que les sacs de plastique, un moyen de stockage plus commun. En plus, l’étanchéité de la boîte permet de bloquer l'odeur des variétés fortes de cannabis, surtout les boîtes de bonbons surettes Altoids.
Les boîtes sont populaires des amateurs d'électronique, qui utilisent souvent les boîtes comme des contenants de composants électriques et de cartes électroniques. Plusieurs projets, sous forme ou faits-maison, ont été conçus pour rentrer spécialement dans une boîte d'Altoids.
Les boîtes sont également populaires parmi les guitaristes. La boîte ayant une dimension similaire aux pédales d'effets, elle peut s'insérer facilement sur un pedalboard, et y servir de rangement pour les plectres, capodastres, et autres accessoires.
Les amateurs de steampunk utilisent les boîtes Altoids pour des jeux de rôle et des accessoires de costumes. Les contenants peuvent être décorés de peinture, plaqués par galvanoplastie, gravés avec des dessins rétro-futuristes victoriens appropriés ou décorés autrement.
Les boîtes d'Altoids ont aussi été populaires pour les passionnés de plein-air pour plusieurs années qui les utilisaient comme des  trousses de premiers soins ou des mini-trousses de survie. En fait, un terme anglais commun pour ces trousses est Bug-Out Altoids Tins, or BOATs, l'équivalent en français serait boîtes Altoids d'évacuation. Leur petite taille les rend idéales pour les glisser dans la poche pendant qu'on s'amuse en plein-air. Elles contiennent souvent des allumettes, des pansements adhésifs et des lignes et des crochets de pêche.